# 25674 Kevinellis
25674 Kevinellis (tên chỉ định: 2000 AT99) là một tiểu hành tinh vành đai chính. Nó được phát hiện bởi dự án Nghiên cứu tiểu hành tinh gần Trái Đất Lincoln ở Socorro, New Mexico, ngày 5 tháng 1 năm 2000. Nó được đặt theo tên Kevin Michael Ellis, an American high school student whose computer science project won first place ở the 2009 Giải thưởng Khoa học và Kỹ thuật Intel.